# PIP4K2C
PIP4K2C‏ (Phosphatidylinositol-5-phosphate 4-kinase type 2 gamma) هوَ بروتين يُشَفر بواسطة جين PIP4K2C في الإنسان.